# 嘎格領
嘎格領（阿美語：Kakring/Putarix/Putalix），是台灣阿美族神話中的打雷之神（另一說法為雷之精靈），他和妻子的爭吵造成了雷電。

## 職責
嘎格領的名字來自於「雷聲」（Kakereng），他是一切雷聲的源頭，當他亂丟或是弄倒東西時，就會打雷。

## 傳說
嘎格領的妻子是他的姊姊嘎喇比額（Kalapiet），但兩人的關係並不好，嘎格領經常因為不滿家裡的擺設而踢倒家具，並且跟嘎喇比額爭吵，在爭吵時他還會亂丟東西，造成打雷；另有說法認為雙方爭吵是因為嘎格領用情不專、在外面有很多情人的關係:282。